# Poniemnie

Poniemnie

Poniemnie (843.2) – makroregion fizycznogeograficzny Europy Wschodniej położony na obszarze Białorusi i Litwy, wchodzący w skład megaregionu Nizina Wschodnioeuropejska, prowincji Niż Wschodniobałtycko-Białoruski i podprowincji Wysoczyzny Podlasko-Białoruskie. Charakterystyczną cechą terenu jest występowanie rozległych zabagnionych obniżeń. Zgodnie z uniwersalną regionalizacją dziesiętną makroregion oznaczony jest numerem 843.2.
Makroregion składa się z 7 mezoregionów:
- 843.21 Garb Oszmiański
- 843.22 Wysoczyzna Lidzka
- 843.23 Równina Nadniemeńska
- 843.24 Równina Stołpecka
- 843.25 Grzęda Kopylska
- 843.26 Wysoczyzna Nowogródzka
- 843.27 Wysoczyzna Wołkowyska

Poniemnie to również region historyczno-etnograficzny.